# Agge Gustafsson
Bengt Gerhard Augustin (Agge) Gustafsson, född 3 maj 1927 i Norrby socken, död 4 juli 1975, var en svensk jurist som var lagman i Halmstads tingsrätt under 1975 till sin död det året.
Gustafsson blev juris kandidat vid Uppsala universitet 1949. Han blev tingsdomare i Halmstad 1969 (rådman i Halmstads tingsrätt från 1971) och lagman i Halmstads tingsrätt från  början av 1975, strax före sin död.  